# Delgerhaan (distrikt i Mongoliet, Chentij)
Delgerhaan (mongoliska: Дэлгэрхаан Сум, Дэлгэрхаан, Delgerhaan Sum) är ett distrikt i Mongoliet.   Det ligger i provinsen Chentij, i den östra delen av landet, 190 km öster om huvudstaden Ulaanbaatar.